# Accra Hearts of Oak SC
Hearts of Oak je ghanský fotbalový klub z hlavního města Accra založený 11. listopadu 1911. Datum vzniku je i v klubovém emblému (text Established 11–11–1911), jehož ústředním motivem je dub (anglicky Oak = dub).

## Úspěchy
- 20× vítěz Ghana Telecom Premier League - 1956, 1958, 1961/62, 1971, 1973, 1976, 1978, 1979, 1984, 1985, 1989/90, 1996/97, 1997/98, 1999, 2000, 2001, 2002, 2004/05, 2006/07, 2009
- CAF Champions League - 2000
- CAF Confederation Cup - 2005
- 10× vítěz Ghanaian FA Cup - 1973, 1974, 1979, 1981, 1989, 1990 (po protestu, díky němuž vyhrál), 1993/94, 1995/96, 1999, 2000
- Ghana SWAG Cup - 1973, 1974, 1977, 1978, 1979, 1984, 1985
- Ghana Telecom Gala - 1974, 1976, 1986, 1999
- Ghana Top Four Cup - 2002, 2006
- PLB Special Knock-out - 1x ?
- Ghana Annual Republic Day Cup - 2002
- African Super Cup Champions - 2001

## Významní bývalí hráči
- Wisdom Abbey
- Harrison Acquah
- Henry Acquah
- Lawrence Adjei
- Sammy Adjei
- Daniel Addo
- Ishmael Addo
- Joe Addo
- Edward Agyemang-Duah
- Louis Agyemang
- Adnan Ali
- Yaw Amankwah Mireku
- Moses Andoh
- Anthony Annan
- Stephen Appiah
- Eben Dida Armah
- Sola Ayew
- Owusu Benson
- James Boateng
- Francis Bossman
- Edmund Copson
- Bernard Dong Bortey
- Michael Donkor
- George Eranio
- Joe Fameyeh
- Tawrick Jibril
- Samuel Johnson
- Abubakari Kankani
- Laryea Kingston
- Emmanuel Osei Kuffour
- Peter Lamptey
- Alfred Nii Larbi
- Issah Mohammed
- Ablade Morgan
- Richard Naawu
- Jacob Nettey
- Stephen Ofei
- Solomon Okutu
- Dan Oppong
- Emmanuel Osei
- Preko Yaw
- Eric Quarshie
- Abdullah Quaye
- Daniel Quaye
- Shamo Quaye
- Christian Saba
- Abdul Samed
- Prince Tagoe
- Adjah Tetteh
- Emmanuel Tetteh
- Stephen Tetteh
- Anthony Tieku
- Charles Vardis